# 晋怀公
晋怀公（约前655年？—前637年），晋国君主，姓姬，名圉，晋惠公之子，母亲是梁国人。
前643年，圉在秦国做人质，秦穆公把女儿嬴氏（即懷嬴）嫁给他。
前637年，父亲晋惠公逝世前，太子圉本就因秦穆公灭梁而怀恨于秦，担心不能继位，逃回晋国，并在父亲死后登上宝座。
他要求跟随重耳的大夫们回国，规定了期限，不按期回来的大夫将受到惩罚。狐突的两个儿子狐毛和狐偃多年跟随重耳，在那个时候和他一起住在齐国。晋怀公向狐突要求叫儿子回来，狐突不从，为怀公所杀。
据《左传》，前636年二月，怀公的伯父重耳在秦穆公支持下回国，怀公的心腹吕省和郤芮都临阵倒戈，怀公被迫出奔高梁，很快被即位的重耳派人杀死。死時只有22歲。
《公羊传》的记载有所不同：前636年底，怀公死后重耳才篡夺了晋国。
孔子为晋文公重耳避讳篡位，并未在《春秋》正文中提及晋文公即位细节。

## 家庭
- 父：晉惠公
- 母：梁伯的女兒
- 妻：秦穆公女儿嬴氏（即懷嬴）